# Lilian Araya
Lilian Araya fue una actriz argentina.

## Carrera
Lilian Araya fue lanzada como protagonista de la película Álamos talados en 1960 dirigido por el italiano Catrano Catrani, junto a José Luis Suárez y Ubaldo Martínez, luego de ser la ganadora de un popular concurso.
Posteriormente tuvo el apoyo incondicional de la prensa que le brindó reportajes y notas, aunque no logró imponerla al público.